# Chelicer

Diferite forme de chelicere

Chelicerele (din greaca chele (χηλή)  = gheară; keras (κέρας) = corn) sunt  prima pereche de apendice a arahnidelor și a altor artropode (subîncrengătura chelicerate), în formă de pensă sau gheară, situate pe cap în regiunea preorală, adaptate pentru apucarea, perforarea, sfâșierea și mărunțirea prăzii. Chelicerele sunt formate din 2 - 3 articole și se termină de obicei printr-un clește (chelă) .
La păianjeni, în chelicere sunt localizate glandele veninoase și se termină cu o gheară, fiind folosite pentru injectarea veninului. 

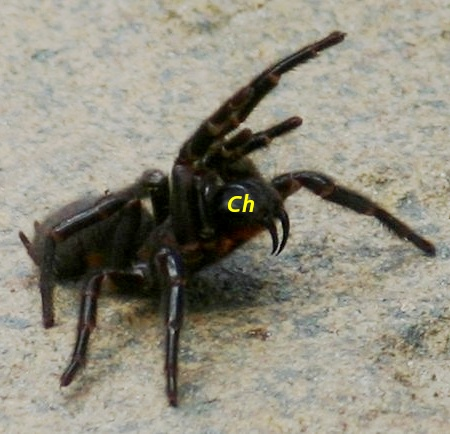
Chelicere (Ch) la Atrax robustus,